# 卡斯尼戈
卡斯尼戈（義大利語：Casnigo），是意大利贝加莫省的一个市镇。总面积13.48平方公里，人口3311人，人口密度245.6人/平方公里（2009年）。国家统计（ISTAT）代码为016060。

## 文化
卡斯尼戈市议会声称自己有“Baghèt”（伦巴第风笛的故乡）的称号，因为该乐器的最后一位传统演奏者是当地的 Giacomo Ruggeri Casnigo（1905-1990 年）。